# Vassili Kozlov
Vassili Kozlov (l'11 d'abril de 1887, Vladikino, óblast de Saràtov - 5 de juny de 1940, Leningrad) escultor i professor soviètic.

## Biografia
Vassili Kozlov va néixer al poble de Vladikino regió de Saràtov en una família de camperols. El 1898 es va traslladar amb la seva família a Sant Petersburg, on va començar a estudiar a l'Escola de Dibuix de la Societat pel Foment d'artistes, mentre treballava al seu taller. Acabada l'escola, durant sis anys, va treballar com a mestre realitzant motllures a les façanes dels edificis. Els anys 1906-1912 va assistir com a oïdor a l'Acadèmia Imperial de les Arts, per la qual cosa no va rebre el títol oficial d'artista. A l'Acadèmia, Kozlov va conèixer en Leopold August Dietrich, amb qui més tard va realitzar moltes feines conjuntes: la realització de màscares, relleus i d'altres elements decoratius per a edificis.
El 1919 es va convertir en president del Comitè d'escultors de Petersburg, i més tard va ser professor de la facultat d'escultura de l'Acadèmia de les Arts. Quan va morir Vassili Kozlov el 5 de juny de 1940, va ser enterrat al cementiri dels Literats. Al seu costat, a l'octubre de 1954, va ser enterrat el seu amic Dietrich.

## Obres
- Projecte del monument a Lermontov a Sant Petersburg (1912), en col·laboració amb L.A. Dietrich (no realitzat).

- Decoració escultòrica de la façana del Banc Industrial i Comercial a Avinguda Nevski (Sant Petersburg, 1912) Rússia, en col·laboració amb L. A. Dietrich.

- Monument a Lenin davant l'Institut Smolny

- Còpia de l'anterior a la plaça de l'estació de Vladivostok (1930).
- Monuments a Ióssif Stalin, Serguei Kírov, Grigori Ordjonikidze, Kliment Voroixílov.

- Monument a Lenin a Taganrog [1]. Va ser instal·lat al pedestal del monument a Pere I (1903) per l'escultor Mark Antokolski.

- Escultura del monument a Lenin a Chelyabinski (1925).

## Homenatge
Plaça de l'Art, 5 Sant Petersburg. A la façana d'aquesta casa, on ell va viure de 1928 a 1940, es troba una placa commemorativa.